# Тенгели, Жан
Жан Тенгели́, или Жан Тэнгли́ (фр. Jean Tinguely; 22 мая 1925, Фрибур, Швейцария — 30 августа 1991, Берн, Швейцария) — швейцарский скульптор, представитель кинетического искусства, вдохновлённого дадаизмом. Его фантастические машины и гигантские саморазрушающиеся конструкции иногда называют метамеханикой.

## Биография
Сын служащего компании Нестле. Рос в Базеле. Был не в ладах с родителями. В 1939 пытался уехать в Албанию бороться против оккупировавших страну итальянских фашистов, был задержан швейцарской полицией на границе и водворён домой. С середины 1940-х годов был близок к коммунистам, но скорее к анархистам.
В 1945—1946 работал как декоратор магазинных витрин в Цюрихе, в 1949—1951 — в Базеле. В 1952 переехал с женой в Париж, сблизился с Брынкуши, Ивом Кляйном (участвовал в нескольких совместных выставках с ним), познакомился с Ники де Сен-Фалль. С 1960 — в группе «Новые реалисты» (Ив Кляйн, Арман, Даниэль Шпёрри и др.). Сотрудничал с Роланом Пёти (1966), начал постоянно работать вместе с Ники де Сен-Фалль (в 1971 они поженились).
В 1971—1973 ретроспективные выставки Тенгели прошли в Париже, Базеле, Ганновере, Стокгольме, Амстердаме, Луизиане, в 1982—1983 — в Цюрихе, Лондоне, Брюсселе, Женеве. В 1983 возле Центра Помпиду и здания IRCAM в Париже открыт Фонтан Стравинского (совместная работа Тенгели и Ники де Сен-Фалль), а в 1984 году — в родном городе художника Фрибуре в память своего безвременно погибшего друга он установил фонтан Йо Зифферта. Большая ретроспективная выставка состоялась в Центральном доме художника в Москве (1990). Через несколько месяцев после смерти Жана Тенгели появился на свет его третий сын, рожденный болгарской художницей Миленой Палакаркиной.

## Признание
Премия Вильгельма Лембрука (1976), премия г. Базель (1980) и г. Цюрих (1983), премия Фонда Гёте в Базеле, премия г. Берн, премия Болонского университете (все — 1988). Почётный гражданин Базеля и Фрибура (1985), почётный доктор Королевской академии искусств в Лондоне (1989).

## Семья
- жена Ники де Сен-Фалль (1930—2002) – французская художница, представительница поп-арта.